# Murray A. Straus
Murray A. Straus (Nova York, 18 de junho de 1926 - 13 de maio de 2016) foi um estadunidense professor da Universidade de Nova Hampshire e sociólogo fundador do campo de pesquisa sobre violência familiar.
Straus é autor e coautor de mais de 250 artigos e mais de 20 livros sobre punição corporal, agressão, violência entre parceiros e mensuração de taxas de conflito em relações familiares. Desenvolveu na década de 70 a escala de táticas de conflito (CTS), um questionário usado para mensuração de conflitos e violência em relacionamentos interpessoais, que já foi aplicado em inúmeros estudos de variadas culturas e nações.